# Bolboschoenus medianus
Bolboschoenus medianus är en halvgräsart som först beskrevs av V.J.Cook, och fick sitt nu gällande namn av Jiří Soják. Bolboschoenus medianus ingår i släktet Bolboschoenus och familjen halvgräs. Inga underarter finns listade i Catalogue of Life.